# ملعب تويكنهام
ملعب تويكنهام (بالإنجليزية: Twickenham Stadium)‏ هو ملعب لرياضة اتحاد الرغبي يقع في تويكنهام، لندن، إنجلترا، وتلعب فيه منتخباتها الوطنية. يتسع لـ 82,000 متفرج. بدأ بناء الملعب في 1907 وافتتح في 2 أكتوبر 1909.

## كأس العالم للرغبي
استضاف ملعب تويكنهام مباريات كأس العالم للرجبي في أعوام 1991 و1999 و2015 مع استضافة إنجلترا في 1991 و2015 وبالتالي عقد النهائي. كما استضاف الملعب أيضًا الدور نصف النهائي في عام 1999 بما في ذلك فوز فرنسا بنتيجة 43-31 على نيوزيلندا المرشحة، والتي يعتبرها الكثيرون أفضل مباراة رجبي على الإطلاق.

### كأس العالم للرغبي 1991
| مرحلة البطولة | الفريق 1 | النتيجة | الفريق 2                   |
| ------------- | -------- | ------- | -------------------------- |
| المجموعة أ    | إنجلترا  | 12–18   | نيوزيلندا                  |
| المجموعة أ    | إنجلترا  | 36–6    | إيطاليا                    |
| المجموعة أ    | إنجلترا  | 37–9    | الولايات المتحدة الأمريكية |
| النهائي       | إنجلترا  | 6–12    | أستراليا                   |

### كأس العالم للرغبي 1999
| مرحلة البطولة | الفريق 1 | النتيجة | الفريق 2     |
| ------------- | -------- | ------- | ------------ |
| المجموعة ب    | إنجلترا  | 67–7    | إيطاليا      |
| المجموعة ب    | إنجلترا  | 16–30   | نيوزيلندا    |
| المجموعة ب    | إنجلترا  | 101–10  | تونغا        |
| مباراة فاصلة  | إنجلترا  | 45–24   | فيجي         |
| نصف النهائي   | أستراليا | 27–21   | جنوب أفريقيا |
| نصف النهائي   | فرنسا    | 43–31   | نيوزيلندا    |

### كأس العالم للرغبي 2015
| مرحلة البطولة | الفريق 1     | النتيجة | الفريق 2  |
| ------------- | ------------ | ------- | --------- |
| المجموعة أ    | إنجلترا      | 35–11   | فيجي      |
| المجموعة أ    | إنجلترا      | 25–28   | ويلز      |
| المجموعة أ    | إنجلترا      | 13–33   | أستراليا  |
| المجموعة أ    | أستراليا     | 15–6    | ويلز      |
| المجموعة د    | فرنسا        | 32–10   | إيطاليا   |
| ربع النهائي   | جنوب أفريقيا | 23–19   | ويلز      |
| ربع النهائي   | أستراليا     | 35–34   | أسكوتلندا |
| نصف النهائي   | جنوب أفريقيا | 18–20   | نيوزيلندا |
| نصف النهائي   | الأرجنتين    | 15–29   | أستراليا  |
| النهائي       | نيوزيلندا    | 34–17   | أستراليا  |

## الإستخدامات الأخرى
على الرغم من أن تويكنهام تستضيف عادةً مباريات اتحاد الرجبي فقط، إلا أنها كانت في الماضي مكانًا لعدد من الأحداث الأخرى. في عام 2000، استضافت الأرض أول مباراة لها في دوري الرجبي حيث هزمت أستراليا إنجلترا في المباراة الافتتاحية لكأس العالم للرجبي لعام 2000. في كأس التحدي دوري الرجبي كما تم لعب النهائي في تويكنهام مرتين، في 2001 و2006، وفاز بها سانت هيلين في كلتا المناسبتين.
بسبب التأخير في بناء ويمبلي، تم نقل عدد من الأحداث المجدولة في ويمبلي إلى تويكنهام. تم نقل حفلتي كأس التحدي وجولة رولينج ستونز A Bigger Bang Tour إلى تويكنهام. لعبت فرقة The Stones أيضًا عرضين في تويكنهام في أغسطس وسبتمبر 2003، تم استخدام أولهما كقرص حفلة موسيقية في الملعب لقرص DVD Four Flicks لعام 2003. خلال عام 2007 لعب Genesis في تويكنهام خلال جولة لم الشمل. لعبت الشرطة في الملعب في سبتمبر 2007 ورود ستيوارت في يونيو. السعة المعتادة للحفلات الموسيقية تصل إلى 80000، مقابل 82000 للرجبي.
قام REM بأداء في تويكنهام في أغسطس 2008، بينما لعب بون جوفي من نيوجيرسي الروك اثنين من العربات في الملعب في يونيو 2008 كجزء من جولة الطريق السريع المفقودة، ولعب آيرون مايدن هناك كجزء من جولة في مكان ما في الوقت المناسب حول العالم في 5 يوليو 2008، جنبًا إلى جنب مع فاتورة الدعم الكامل التي تضمنت Avenged Sevenfold وInside Temptation وLauren Harris.
قدمت ليدي غاغا عرضين منفصلين في الاستاد خلال جولة Born This Way Ball في 8 و9 سبتمبر 2012 بحضور 101,250 شخصًا لكلا العرضين. حطم التاريخ الأول رقماً قياسياً لعرض الاستاد الأسرع مبيعاً في تاريخ المملكة المتحدة عندما بيعت 50625 تذكرة للعرض الأول في 50 ثانية.
قدمت ريهانا عرضين في الملعب خلال جولتها الماسية العالمية يومي 15 و16 يونيو 2013 لـ 95971 شخصًا في كلتا الليلتين.
منذ منتصف الخمسينيات من القرن الماضي، استضافت أيضًا المؤتمر السنوي لشهود يهوه في منطقة لندن. عادة يحضر ما يصل إلى 25000 لسماع محادثات الكتاب المقدس.
استخدم برنامج السيارات التلفزيوني Top Gear الملعب لمباراة رجبي، تُلعب باستخدام سيارات كيا، تم لعب هذا قبل الظهور.

### كرة القدم الأمريكية
أُعلن في 3 نوفمبر 2015 أن اتحاد روسيا لكرة القدم والرابطة الوطنية الأمريكية لكرة القدم قد اتفقا على صفقة مدتها ثلاث سنوات لاستضافة ما لا يقل عن ثلاث ألعاب NFL London. بدأت الصفقة في أكتوبر 2016 وأتاحت الفرصة لاستضافة مباراتين إضافيتين خلال فترة الثلاث سنوات من الصفقة.
في 23 أكتوبر 2016، استضاف فريق لوس أنجلوس رامز فريق نيويورك جاينتس في ملعب تويكنهام. كانت هذه هي الثانية من بين ثلاث ألعاب في لندن في عام 2016، مع إقامة الألعاب الأخرى في ويمبلي. تم بث اللعبة على الهواء مباشرة في المملكة المتحدة على بي بي سي الثانية.
تم لعب آخر مباراتين من الاتفاقية في عام 2017، مع الإعلان عن المباريات في 13 ديسمبر 2016.